# Gare de Campagnac - Saint-Geniez
La gare de Campagnac - Saint-Geniez est une gare ferroviaire française de la ligne de Béziers à Neussargues (dite aussi ligne des Causses), située sur le territoire de la commune de Campagnac, à proximité de Saint-Geniez-d'Olt-et-d'Aubrac, dans le département de l'Aveyron en région Occitanie. 
Elle est mise en service en 1883 par la Compagnie des chemins de fer du Midi et du Canal latéral à la Garonne. C'est une gare de la Société nationale des chemins de fer français (SNCF), desservie par des trains Intercités et TER Occitanie.

## Situation ferroviaire
Établie à 660 mètres d'altitude, la gare de Campagnac - Saint-Geniez est située au point kilométrique (PK) 593,156 de la ligne de Béziers à Neussargues, entre les gares ouvertes de Sévérac-le-Château et de Banassac - La Canourgue.

## Histoire
La Compagnie des chemins de fer du Midi et du Canal latéral à la Garonne met en service la gare lors de l'ouverture du tronçon de Sévérac-le-Château à Banassac - La Canourgue, prolongé jusqu'à Marvejols (Lozère) en 1884 et Neussargues (Cantal) en 1888.

## Fréquentation
De 2015 à 2023, selon les estimations de la SNCF, la fréquentation annuelle de la gare s'élève aux nombres indiqués dans le tableau ci-dessous.
| Année               | 2015 | 2016 | 2017 | 2018 | 2019 | 2020 | 2021 | 2022 | 2023  |
| ------------------- | ---- | ---- | ---- | ---- | ---- | ---- | ---- | ---- | ----- |
| Nombre de voyageurs | 846  | 487  | 915  | 770  | 763  | 531  | 479  | 998  | 1 615 |

## Service des voyageurs

### Accueil
Halte SNCF, c'est un point d'arrêt non géré (PANG) à entrée libre. 

### Desserte
Campagnac - Saint-Geniez est desservie par des trains Intercités, des trains TER Occitanie.

### Intermodalité
Le parking des véhicules est possible à proximité de l'ancien bâtiment voyageurs.